# Гозенпуд Абрам Якимович

Віссаріон Шебалін і Абрам Гозенпуд

Абра́м Яки́мович Гозенпу́д (10 червня (23 червня за новим стилем) 1908, Київ — 2 червня 2004, Санкт-Петербург) — радянський та український музикознавець, театрознавець, театральний критик, перекладач. Кандидат мистецтвознавства (1939). Доктор філологічних наук (1962). Під час кампанії цькування «космополітів» залишив Україну й від 1953-го мешкав і працював у Росії.

## Життєпис
Народився у 1908 році у Києві у родині чернігівського купця Аківи Гозенпуда.
1930 року закінчив Київський інститут народної освіти. Здобув ступінь кандидата мистецтвознавства (1939) і захистив кандидатську дисертацію на тему «Шекспір і музика»
У 1934—1946 роках викладав у Київській консерваторії, Свердловській консерваторії та Київському театральному інституті. У цей період, 1937 року, вийшов його переклад «Ромео і Джульєтти» Шекспіра українською мовою.
З 1953 року мешкав у Росії. Відтоді — професор Ленінградського інституту театру, музики та кінематографії. Здобув ступінь доктора філологічних наук (1962) і захистив докторську дисертацію на тему «Музичний театр у Росії».

## Доробок
Автор лібрето опери Віссаріона Шебаліна «Приборкання норовливої».

Автор довідника «Оперный словарь» (Л., 1965), який витримав кілька видань і відіграв помітну роль у розвитку радянського музикознавства. Його стислою версією був «Краткий оперный словарь» (Київ, 1986, 2-е видання — Київ, 1989).
Гозенпуд перекладав твори В. Шекспіра, Й.-В. Ґете, Дж. Байрона, А. Міцкевича та інших західно-європейських авторів українською мовою. У 1930—1947 роках в українському перекладі Гозенпуда надруковано низку п'єс Ґ. Гауптмана, В. Шекспіра, Ф. Шиллера, поезії Й.-В. Ґете, Дж. Байрона, Л. Тіка та ін.